# زباله شیمیایی

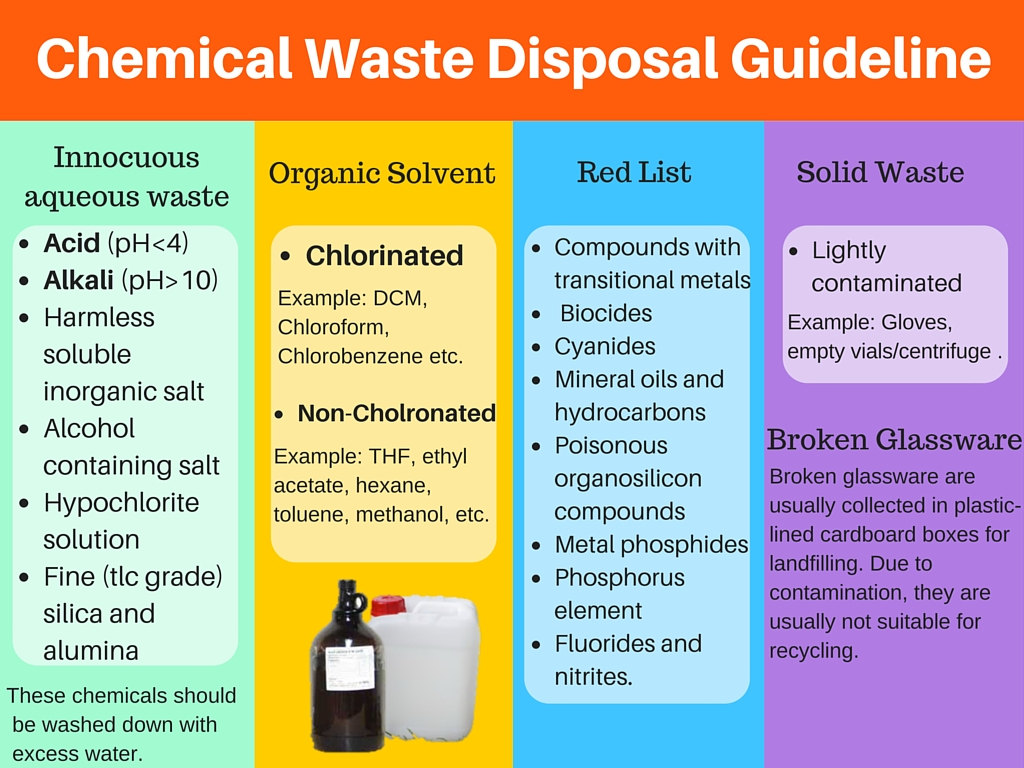
دسته بندی پسماندهای شیمیایی که باید برای برچسب گذاری، بسته بندی و دفع ایمن پسماندهای شیمیایی رعایت شود.

زباله شیمیایی یا Chemical waste به مواد زائد و زباله‌های ناشی از تولید مواد شیمیایی مضر گفته می‌شود. عبارت زباله شیمیایی معمولاً برای کارخانه‌های بزرگ مورد استفاده قرار می‌گیرد. زباله‌های شیمیایی ممکن است به عنوان پسماند خطرناک، زباله‌های غیر خطرناک، زباله‌های جهانی، یا پسماند شیمیایی طبقه بندی شوند که هر کدام به طور جداگانه توسط دولت‌های ملی و سازمان ملل متحد تنظیم می‌شوند. میزان تولید زباله‌های شیمیایی توسط اکثر کشورهای جهان تحت کنترل است و قوانینی برای میزان تولید آن وضع شده‌ است. پسماند خطرناک موادی هستند که یک یا چند مورد از چهار ویژگی زیر را نشان می دهند: اشتعال پذیری، خوردگی، واکنش‌پذیری و سمیت یا سمی بودن. این اطلاعات، همراه با الزامات دفع مواد شیمیایی، معمولاً در برگه اطلاعات ایمنی مواد شیمیایی (SDS) موجود است. ضایعات هسته‌ای و پسماند خطرناک به روش‌های متفاوتی برای نگهداری و دفع نیاز دارند و اغلب در استانداردها با روش‌های متفاوتی رده‌بندی میشوند.